# Корнталь-Мюнхінген
Корнталь-Мюнхінген (нім. Korntal-Münchingen) — місто в Німеччині, знаходиться в землі Баден-Вюртемберг. Підпорядковується адміністративному округу Штутгарт. Входить до складу району Людвігсбург.
Площа — 20,71 км2. Населення становить 19 639 ос. (станом на 31 грудня 2020).

## Історія
Сучасне місто було утворене 1975 року злиттям міста Корнталь з громадою Мюнхінген.

## Галерея

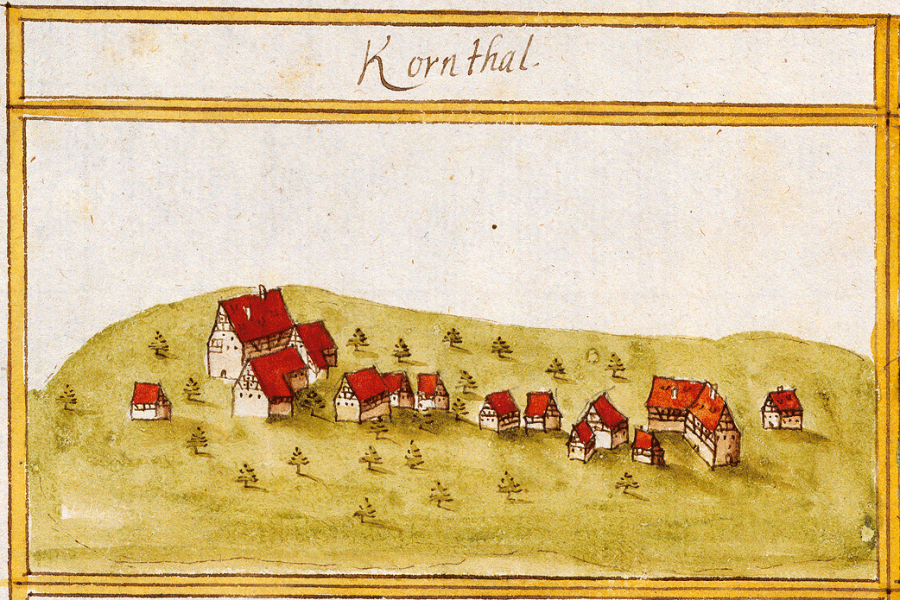
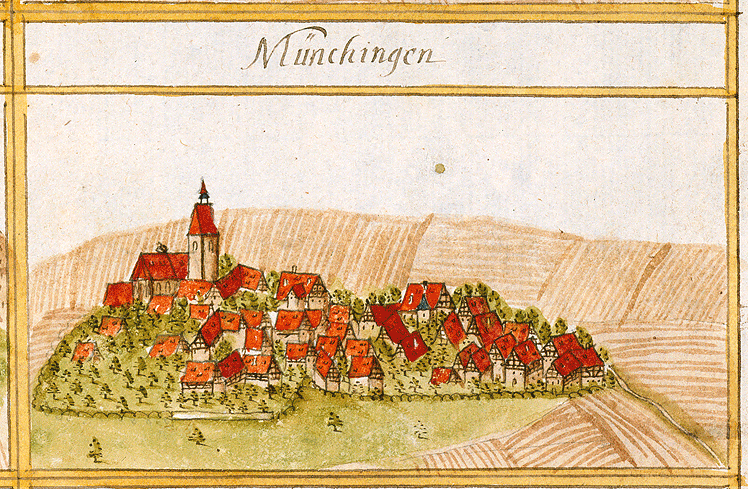
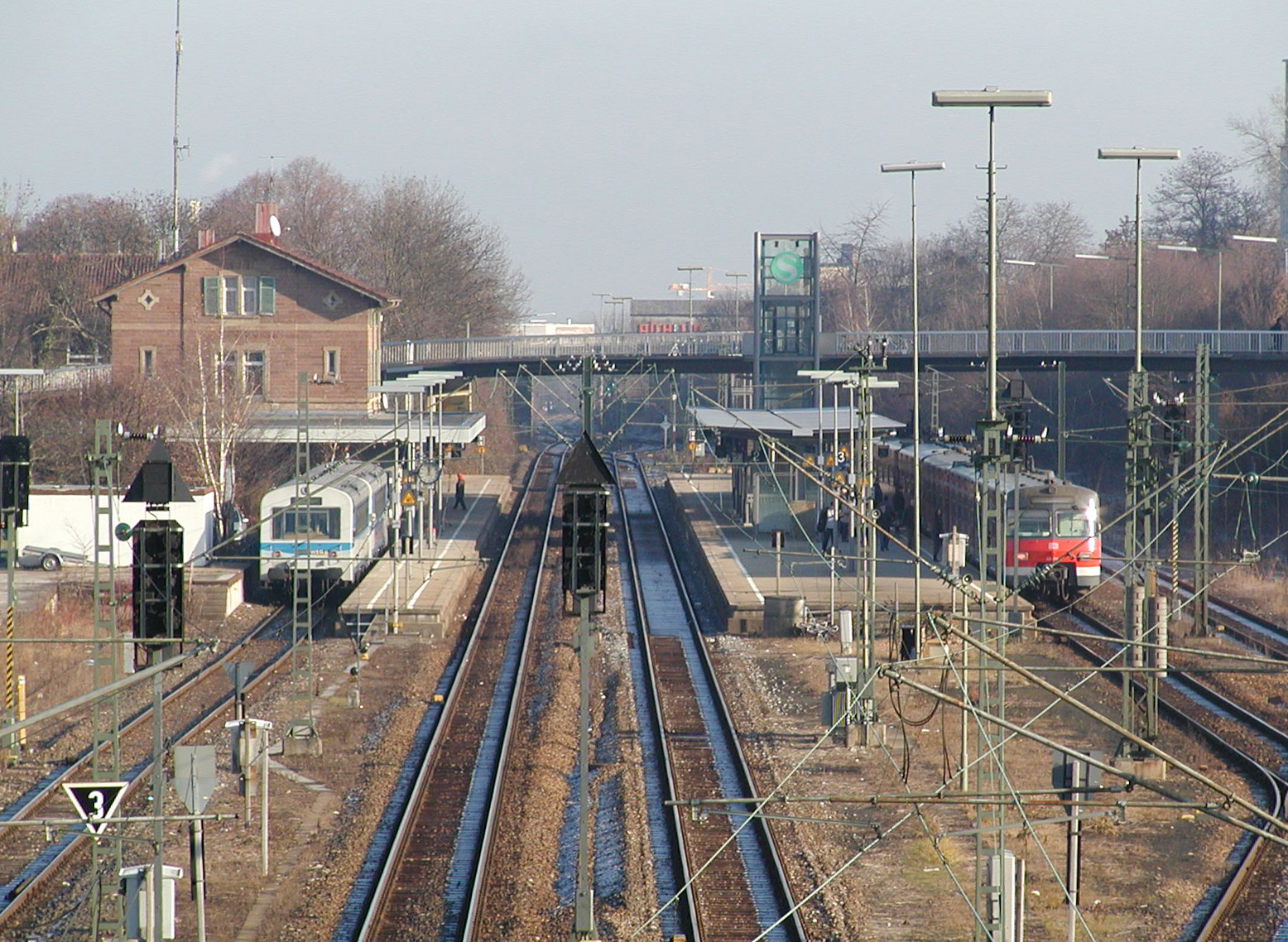
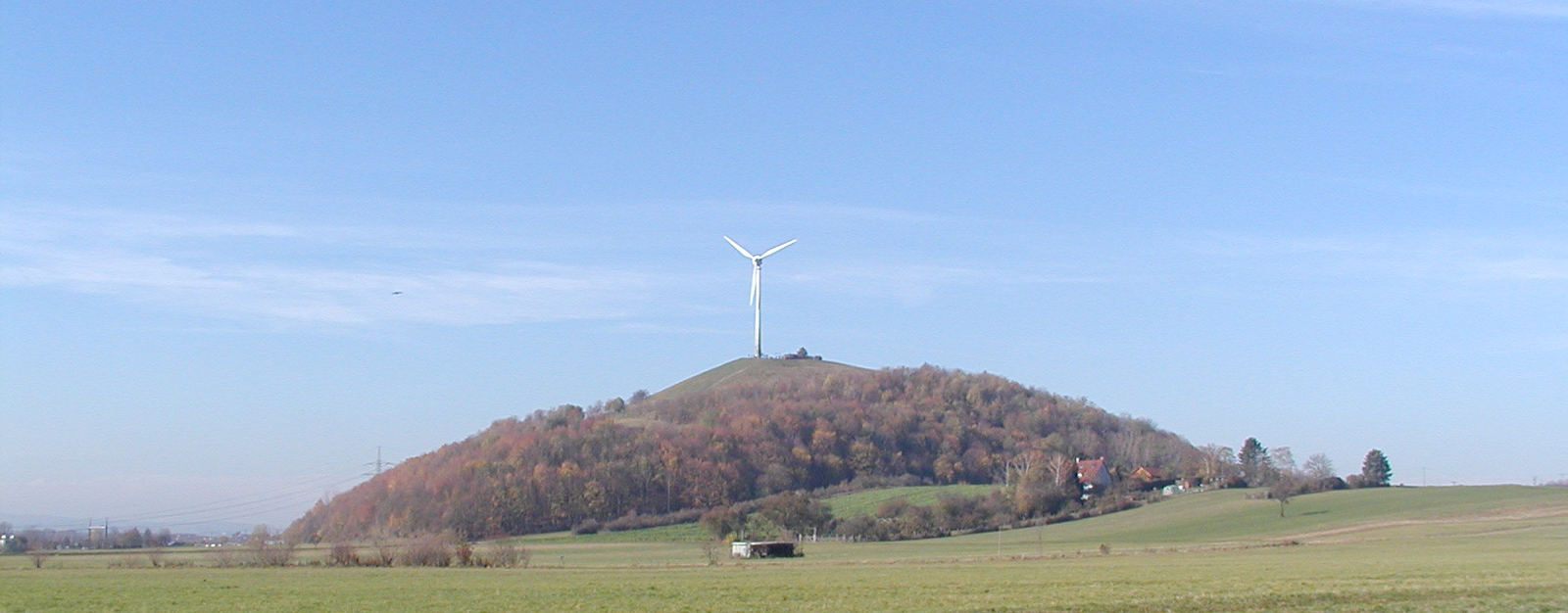